# Поет, що співає пісню своїй коханій
«Пое́т, що співа́є пі́сню свої́й коха́ній», «Алегорія музики» (?), колишня назва «Вакх та Аріа́дна» (нім. Bacchus und Ariadne) — мармуровий горельєф роботи італійського скульптора Тулліо Ломбардо (1455–1532). Створений близько 1505/1510 року. Зберігається у Кунсткамері у Музеї історії мистецтв, Відень (інвен. номер КК 7471).
На горельєфі зображена молода пара, що схиляє голови один до одного, а їхні погляди направлені удалину. Юнак із напіввідкритим ротом та адамовим яблуком, що рухається, ймовірно, поет, а дівчина до нього прислухається. Листок його поетичного вінка легко торкається її чола — його думки надихають її. Як і в поетичних картинах Джорджоне (1477–1510) чи Тіціана (1488/90–1576), схоже, темою є чарівний ефект ліричної поетичної пісні.
Горельєф вважається одним із найкращих пластичних творів венеційського Ренесансу і шедевром Ломбардо, який був провідним скульптором у Венеції у 1500 році.